# Pirasora
Pirasora är en ort i Azerbajdzjan.   Den ligger i distriktet Lerik Rayonu, i den södra delen av landet, 230 km sydväst om huvudstaden Baku. Pirasora ligger 1 758 meter över havet och antalet invånare är 2 298.
Terrängen runt Pirasora är huvudsakligen kuperad, men norrut är den bergig. Närmaste större samhälle är Lerik, 6,9 km nordost om Pirasora. 
Trakten runt Pirasora består i huvudsak av gräsmarker. Runt Pirasora är det ganska tätbefolkat, med 60 invånare per kvadratkilometer.